# Maria Júdice de Cañete
Maria Júdice Biker Moral de Cañete (data e local de nascimento e falecimento desconhecidos) foi uma benemérita portuguesa.

## Biografia

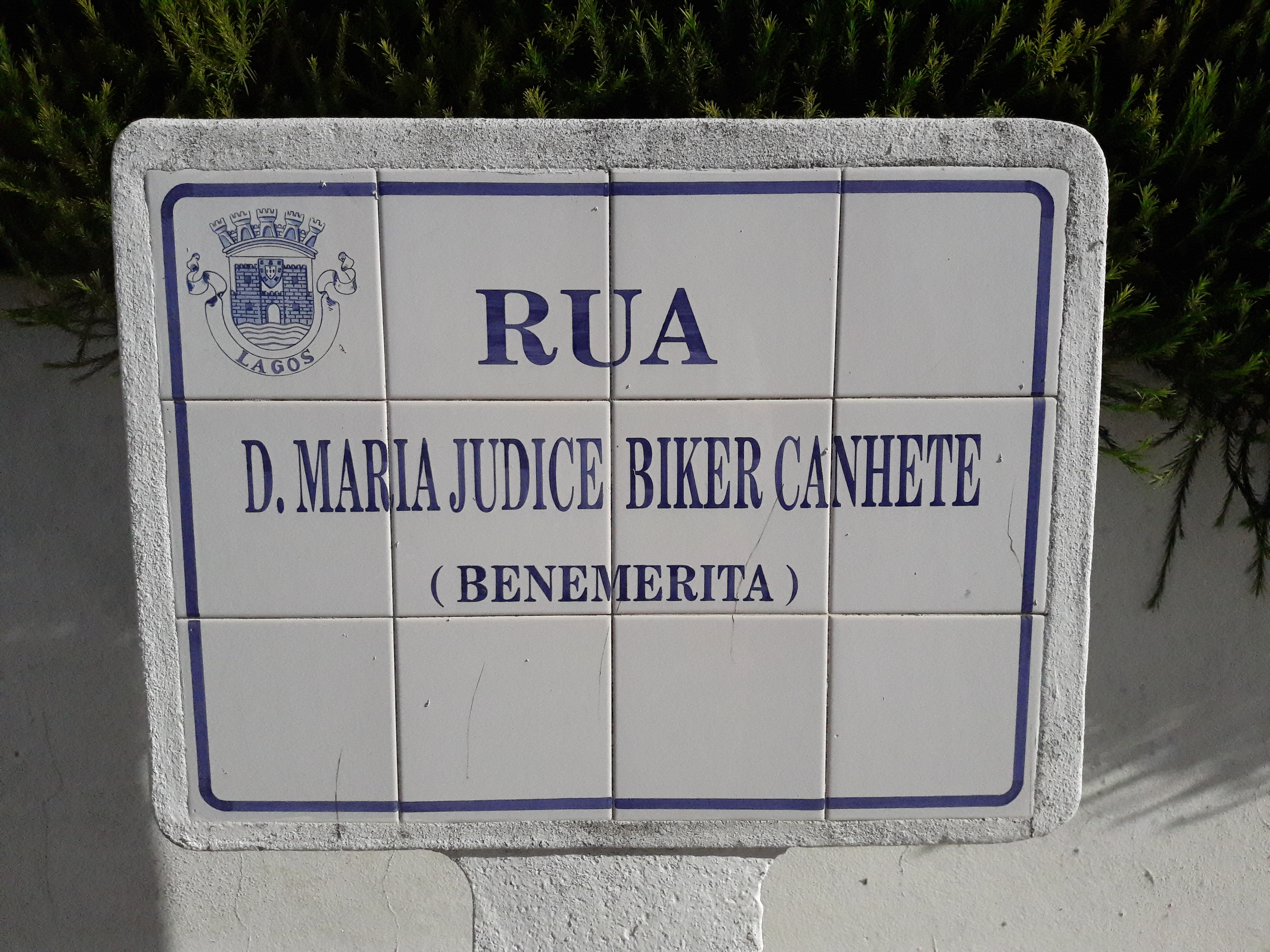
Placa da Rua D. Maria Judice Biker Canhete, em Lagos.

Filha do Coronel de Artilharia Francisco Paula Biker, Maria Júdice de Cañete casou duas vezes, primeiro com o Dr. José Jerónimo da Fonseca Biker, depois com o D. Aniceto Cañete Moral de La Torre.
É conhecida por ter empreendido a reconstrução da Igreja da Misericórdia de Lagos, posteriormente renomeada para Igreja Paroquial de Santa Maria de Lagos, e do Hospital Civil de Lagos, no antigo local do Palácio dos Governadores.

## Homenagens
A Câmara Municipal de Lagos colocou o nome de Maria Júdice Biker Canhete numa rua da cidade.